# Pardasena acronyctella
Pardasena acronyctella är en fjärilsart som beskrevs av Walker 1866. Pardasena acronyctella ingår i släktet Pardasena och familjen trågspinnare. Inga underarter finns listade i Catalogue of Life.